# Orepukia insula
Orepukia insula är en spindelart som beskrevs av Forster och Wilton 1973. Orepukia insula ingår i släktet Orepukia och familjen trattspindlar. Inga underarter finns listade i Catalogue of Life.